# Malfelis
Malfelis is een geslacht van uitgestorven roofzoogdieren uit de onderfamilie Oxyaeninae van de Oxyaenidae dat tijdens het Eoceen in Noord-Amerika leefde.

## Fossiele vondsten
Fossielen van Malfelis zijn gevonden in de Wind River-formatie in Natrona County in de Amerikaanse staat Wyoming. De vondsten dateren uit de North American Land Mammal Age Bridgerian.

## Kenmerken
Malfelis was een carnivoor. Het dier had een katachtige lichaamsbouw met het formaat van een jaguar. Malfelis was iets groter dan zijn verwante tijdgenoot Patriofelis en onderscheidde zich verder van Patriofelis door een langere snuit.